# Ulica Katowicka w Siemianowicach Śląskich
Ulica Katowicka – ulica w południowej części Siemianowic Śląskich o długości około 1170 metrów, biegnąca przez dzielnicę Centrum, łącząca od północy na rondzie Siemion Laurahutę z granicą Siemianowic Śląskich z Katowicami na wysokości osiedla J. Tuwima – jej przedłużeniem jest ulica Telewizyjna. Obecny przebieg ulica zyskała na początku lat 60. XX wieku wraz z przebudową tej części miasta. Wcześniej część trasy przebiegała wzdłuż obecnej ulicy Starej Katowickiej, której długość zmieniała się z wraz z rozbudową huty „Laura” (późniejsza huta „Jedność”). Ulicą Katowicką kursują tramwaje i autobusy na zlecenie ZTM-u.

## Przebieg

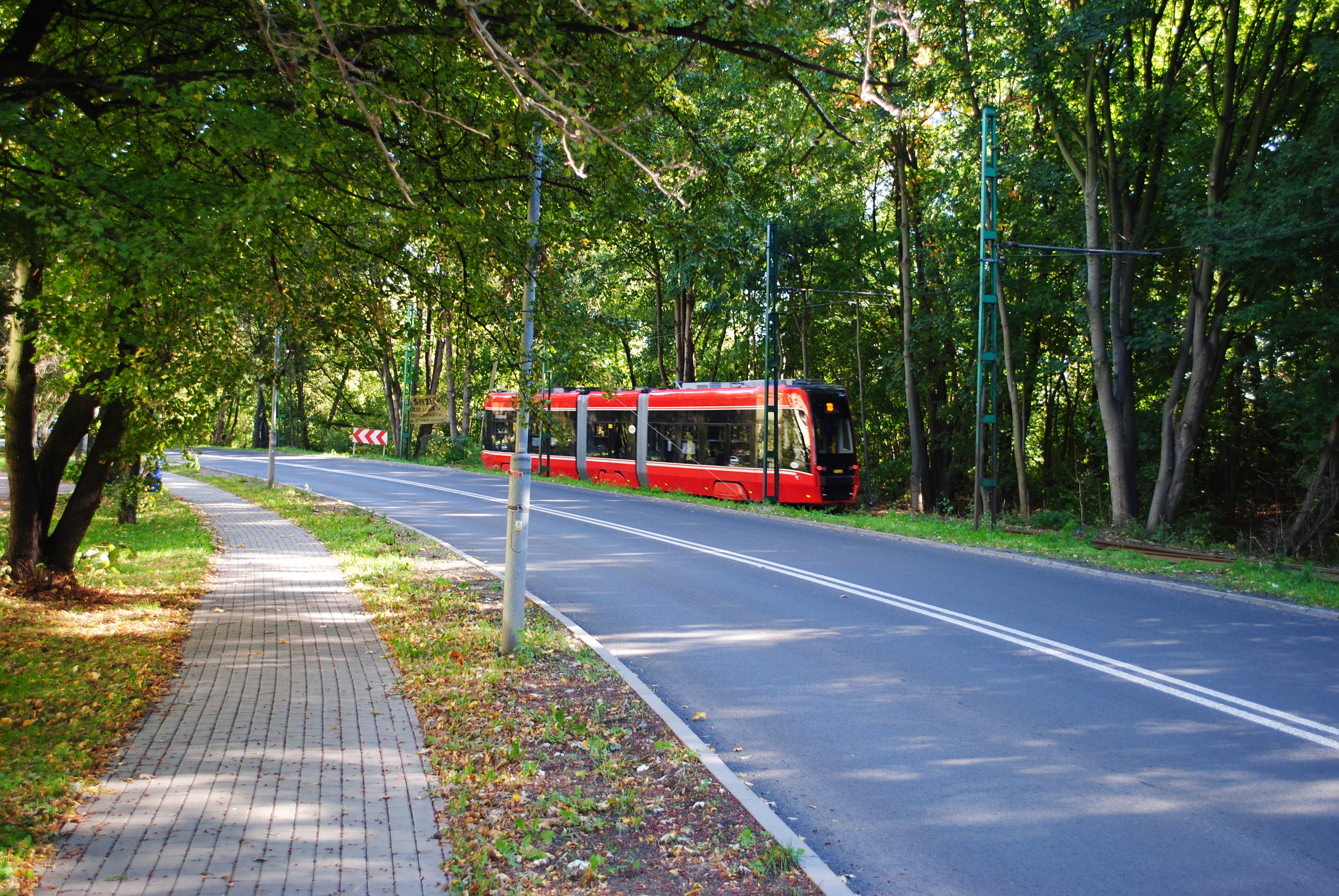
Fragment ulicy Katowickiej na wysokości osiedla Tuwim

Ulica Katowicka znajduje się w południowej części Siemianowic Śląskich i od północy łączy w kierunku południowo-zachodnim Laurahutę z Katowicami, na wysokości osiedla Tuwim. Ulica ta w całości przebiega przez tereny dzielnicy Centrum. Od północnej strony ulica Katowicka krzyżuje się na rondzie Siemion (potocznie rondo „z kulami”) z ulicami: Jana III Sobieskiego, Ludwika Waryńskiego, Stanisława Staszica i Bartosza Głowackiego. Po przeciwnej stronie od wylotu ulicy znajduje się dodatkowo skwer Laury oraz plac Piotra Skargi. Od tego miejsca ulica biegnie w kierunku południowo-zachodnim. Równolegle do niej, po wschodniej stronie ciągnie się linia tramwajowa. Na wysokości stacji paliw ulica skręca długim łukiem w prawo, otaczając po prawej stronie osiedle J. Tuwima. Droga kończy się na granicy Siemianowic Śląskich z Katowicami na wysokości skrzyżowania z ulica Grabową. W Katowicach przedłużeniem ulicy Katowickiej jest ulica Telewizyjna, przebiegająca przez dzielnicę Wełnowiec-Józefowiec. Od ronda Siemion do granicy miasta ulica Katowicka łączy się z następującymi ulicami: Hutniczą, Lipową, Starą Katowicką, Klonową i Grabową. Łączna długość ulicy wynosi około 1170 m.
Równolegle do ulicy Katowickiej, na wschód od niej biegnie fragment dawnej ulicy Katowickiej – obecnie jako ulica Stara Katowicka. Od strony północnej zaczyna się ona na wysokości Zespołu Szkół Technicznych i Ogólnokształcących „Meritum” i biegnie w kierunku południowo-zachodnim, po drodze przecinając trasę dawnej linii Górnośląskich Kolei Wąskotorowych – na wysokości ulicy Starej Katowickiej znajdował się przystanek Siemianowice Śląskie Wąskotorowe. Śladem dawnej linii w czerwcu 2021 roku otwarto nowy łącznik drogowy. Dalej, w kierunku południowym ulica Stara Katowicka krzyżuje się z ulica Składową i łącznikiem do ulicy Katowickiej. Za nim ulica przebiega przez ROD „Nadzieja-Jaśmin”, natomiast trasa ta kończy się przed ROD „Laura”.

## Charakterystyka

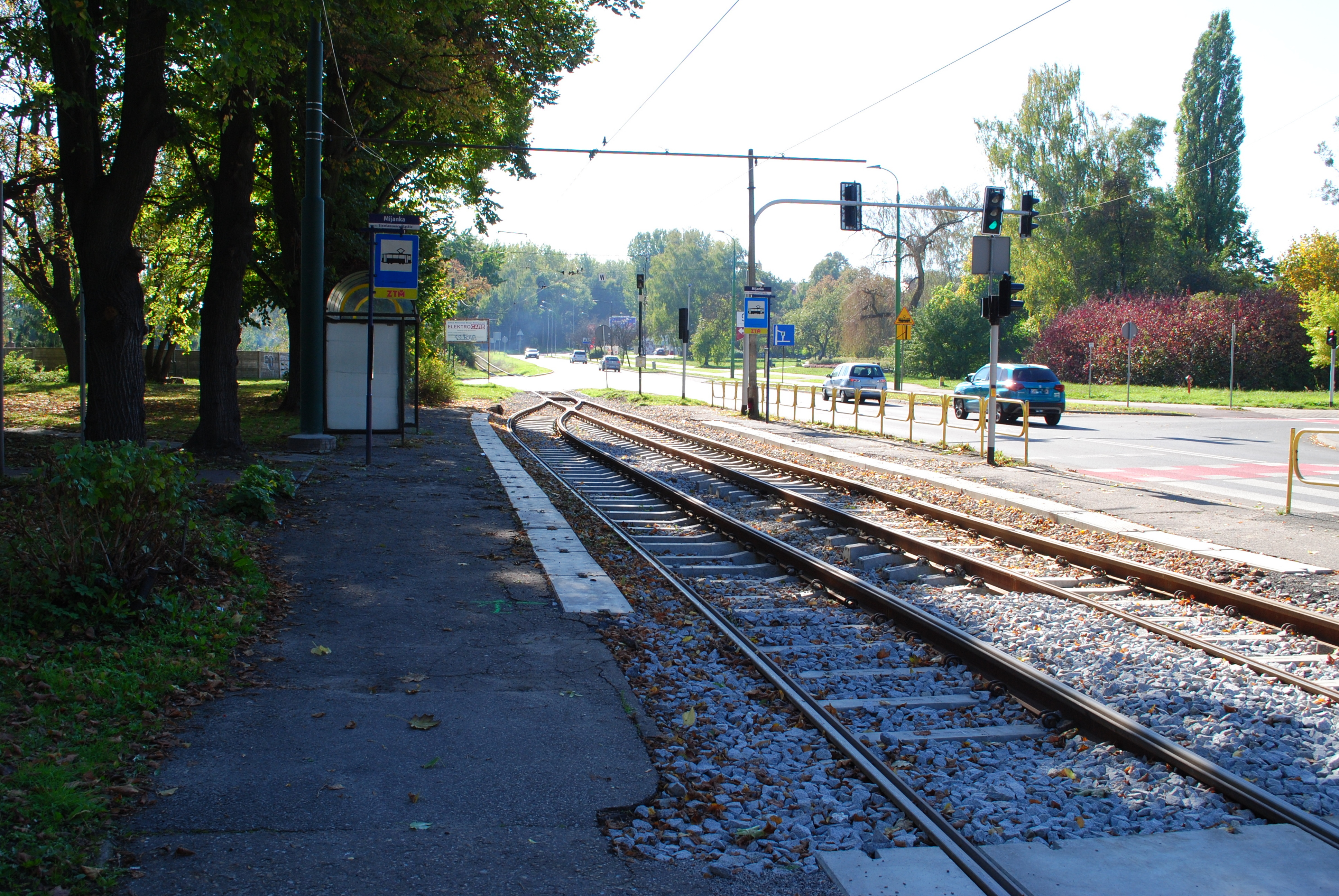
Przystanek tramwajowy Siemianowice Mijanka

Ulica Katowicka jest drogą powiatową, natomiast ulica Stara Katowicka drogą gminną. W systemie TERYT ulica Katowicka widnieje ona pod numerem 08206, natomiast ulica Stara Katowicka ma numer 20866. Kod pocztowy dla adresów nieparzystych od numeru 17 do 19 to 41-106, zaś dla pozostałych to 41-100. Ulica jest oświetlona za pomocą lamp LED-owych, które zastąpiły oświetlenie z wykorzystaniem lamp sodowych.
Wzdłuż ulicy Katowickiej kursują autobusy, a równolegle do niej biegnie linia tramwajowa. Kursy są organizowane na zlecenie Zarządu Transportu Metropolitalnego (ZTM). Przy ulicy znajdują się dwa przystanki tramwajowe: Siemianowice Mijanka i Siemianowice Plac Skargi oraz jeden autobusowy: Siemianowice Plac Skargi. W październiku 2021 roku na linii tramwajowej kursowały pojazdy dwóch linii: 13 i w godzinach nocnych linii 16. Linia 13 łączy Siemianowice Śląskie z Katowicami – biegnie przez Wełnowiec, Koszutkę i Śródmieście do placu Wolności. Przy przystanku autobusowym, w tym okresie zatrzymywało się 12 linii autobusowych, zarówno wewnątrzmiejskich, jak i łączących Siemianowice Śląskie z innymi miastami Górnośląsko-Zagłębiowskiej Metropolii.
Obiektami wpisanymi do gminnej ewidencji zabytków, znajdującymi się przy ulicy Katowickiej są dawne budynki administracji kopalni „Richter” oraz budynki mieszkalne – ul. Katowicka: 1a, 16, 18 i 22. Wierni rzymskokatoliccy mieszkający przy ulicy Katowickiej przynależą do parafii św. Antoniego z Padwy.

## Historia
W XIX wieku obecna ulica Katowicka, biegnąca częściowo w śladzie obecnej ulicy Starej Katowickiej była częścią głównego szlaku prowadzącego do pałacu Donnersmarcków, biegnącego obecnymi ulicami: 1 Maja, Fitznerów i nieistniejącym łącznikiem pomiędzy ulicą Fitznerów a ulicą Starą Katowicką. Droga ta, będąca też drogą wlotową do Siemianowic, została przerwana na skutek rozbudowy huty „Laura” (późniejsza huta „Jedność”).
W latach 40. XIX wieku w rejonie obecnej ulicy Starej Katowickiej powstała jedna z najstarszych obok Grabiów kolonii robotniczych, której zabudowa nie dotrwała do dziś. W połowie XIX wieku w miejscu, gdzie obecnie stoją bloki mieszkalne, na wysokości obecnej mijanki tramwajowej powstała zabudowa dyrekcji kopalni „Huta Laura” z charakterystyczną wieżą zegarową, zwana potocznie „ficynuskim zomkiem” bądź „pałacem” . Pałac został wybudowany na polecenie hrabiego Donnersmarcka w 1856 roku. Po II wojnie światowej był on m.in. domem dla pracowników dozoru . Na początku XX wieku w sąsiedztwie pałacu władze kopalni „Huta Laura” postawiły trzy podłużne jednopiętrowe budynki mieszkalne dla pracowników zakładu. W jednym z nich mieszkał m.in. Antoni Halor. Kompleks ten  wraz z pałacem został rozebrany latem 1985 roku.
W dniu 30 grudnia 1896 roku oddano do użytku połączenie tramwajowe pomiędzy obecnymi Siemianowicami Śląskimi a Katowicami. Linia ta początkowo biegła ostrymi łukami przez obecną ulicę Starą Katowicką, wzdłuż ogrodzenia huty „Laura”. Linię tę zelektryfikowano 3 października 1898 roku.
Ulica Stara Katowicka ta w czasach przedwojennych na odcinku od kościoła Krzyża Świętego do kompleksu budynków dyrekcji kopali „Huta Laura” nosiła nazwę Hüttenstrasse. Ulica w latach 50. XX wieku przez krótki okres nosiła nazwę ulica Stalinogrodzka .

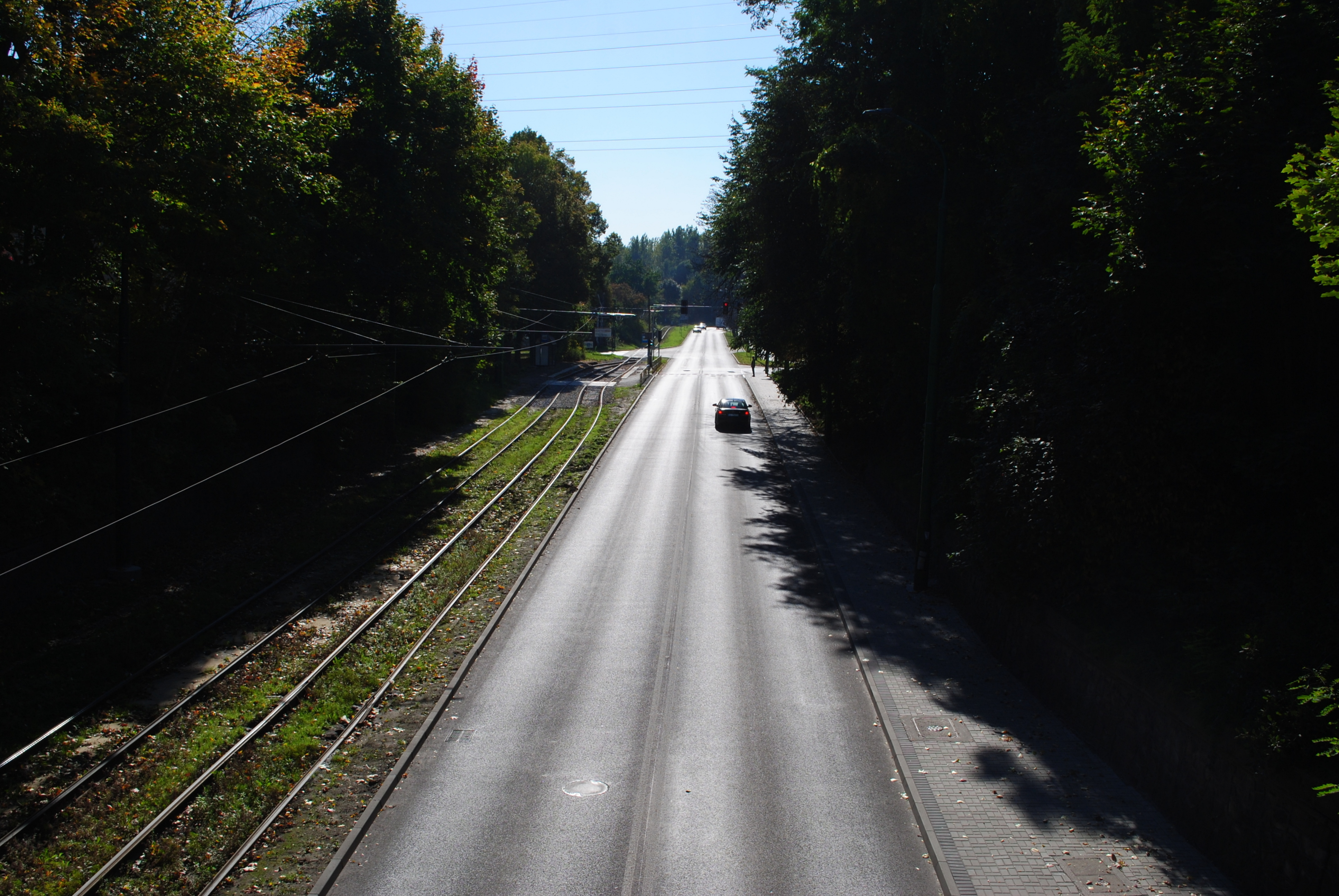
Fragment ulicy Katowickiej – widok w kierunku Katowic

W 1946 roku przebudowano odcinek linii tramwajowej na tor normalny, a także zmieniono jej przebieg na obecny ślad wzdłuż ulicy Katowickiej. W 1947 roku podjęto decyzję o wytyczeniu nowego przebiegu ulicy Katowickiej. W związku z tym przeniesiono pomnik-wodotrysk znajdujący się obecnie na terenie skweru Laury. Na wysokości łagodnego łuku ulicy Katowickiej, w latach 50. XX wieku powstało osiedle mieszkaniowe „Tuwim I”, będące jednym z pierwszych na terenie Górnego Śląska osiedlem mieszkaniowym tego typu. Po drugiej stronie ulicy tereny te stanowiły wówczas nieużytki, zwane potocznie „Czornymi Hołdami”. Było to miejsce, w którym w latach międzywojennych powstawały biedaszyby. W ramach ukończonej w 1960 roku przebudowy ulicy zlikwidowano jej kręty przebieg – powstało nowe połączenie od stacji benzynowej do placu P. Skargi wraz z wiaduktem linii Górnośląskich Kolei Wąskotorowych. Pozwoliło to m.in. na likwidację dalszego odcinka ulicy Starej Katowickiej. W ramach budowy nowego odcinka ulicy Katowickiej rozebrano też pozostała historyczną zabudowę kolonii Grabie. Wcześniej jezdnia wraz z torami tramwajowymi z ulicy Katowickiej na obecną ulicę Starą Katowicką od strony Wełnowca skręcały przed ogródkami działkowymi „Jaśmin”. Sam zaś ROD „Jaśmin” powstał w miejscu dawnego szybu odwadniającego „Edler” i obok położonego dawniej zbiornika wodnego. ROD „Laura” natomiast został założony w 1983 roku i obecnie obejmuje ponad 200 działek na powierzchni prawie 8 hektarów.
We wcześniejszych czasach obecna ulica Katowicka była też po obydwu stronach obsadzona dużymi drzewami, których większość wycięto z uwagi na przebudowę ulicy spowodowaną wzrostem ruchu samochodowego wzdłuż ulicy.

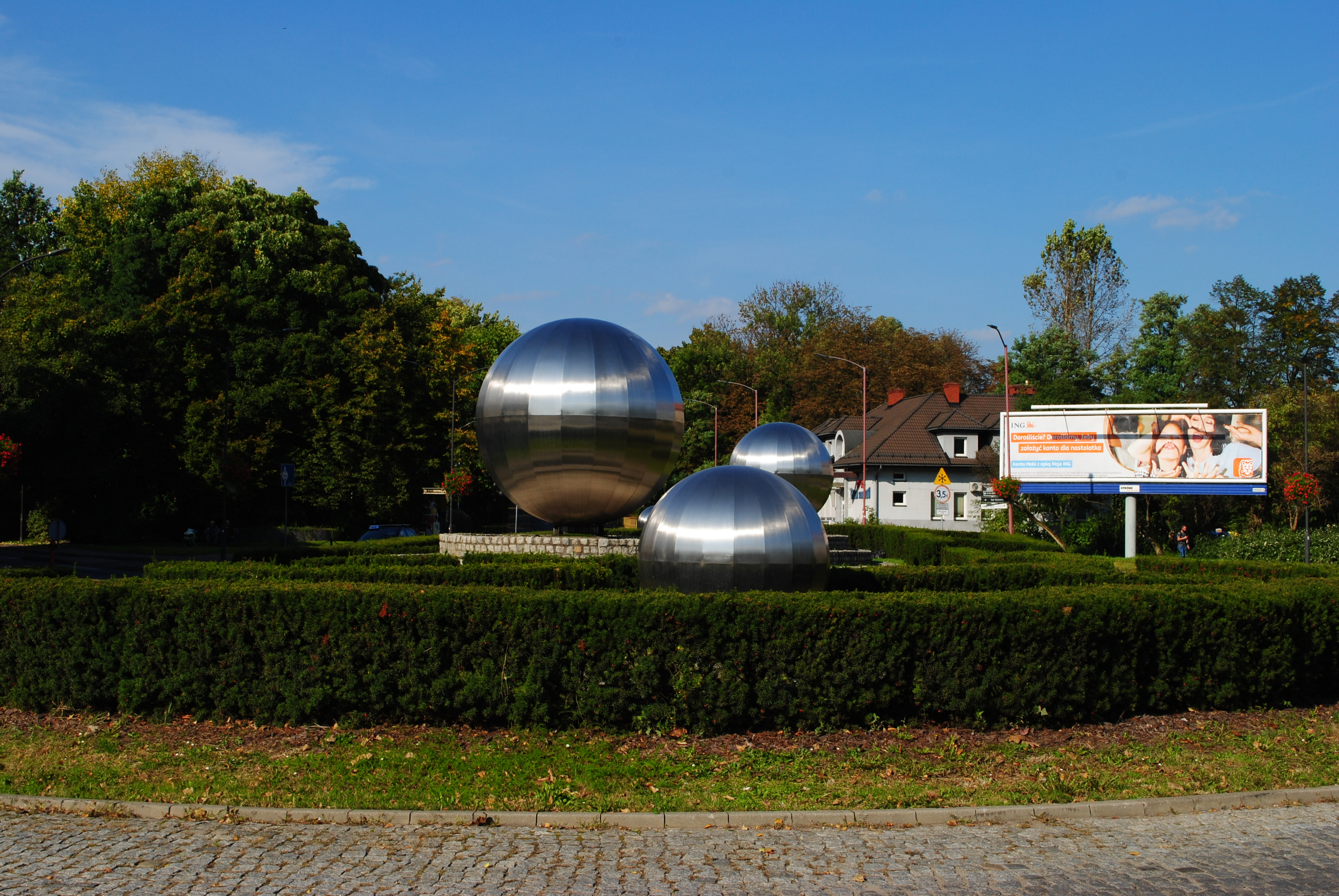
Fragment ronda Siemion (potocznie „rondo z kulami”) widziane od strony ulicy Katowickiej

W połowie 2009 roku ukończono prace na budową ronda Siemion w północnym krańcu ulicy Katowickiej. Rondo to jest jednocześnie największym w Siemianowicach Śląskich, potocznie zwanym „rondem z kulami” z uwagi na pięć kul symbolizujących poszczególne dzielnice miasta. W lipcu 2015 roku na odcinku od skrzyżowaniu z ulicą Hutniczą do przystanku autobusowego przy rondzie przeprowadzono remont nawierzchni jezdni asfaltowej.
Ulica Katowicka 30 lipca 2017 roku była jedną z ulic na trasie II etapu 74. wyścigu kolarskiego Tour de Pologne. Ulica ta była również częścią imprez biegowych, w tym m.in.: I edycji Maratonu Wolności 1 czerwca 2014 roku, XII Silesia Marathonu 4 października 2020 roku czy XIII Silesia Marathonu 3 października 2021 roku. W dniu 19 czerwca 2021 roku rozpoczęto prace modernizacyjne ulicy Katowickiej. Prace remontowe na długości około 1,1 km zakończono 9 sierpnia tego samego roku. W ramach prac sfrezowano istniejącą i położono nową nawierzchnię jezdni, a wraz z tym uzupełniono podbudowę i wyregulowano urządzenia infrastruktury technicznej, a także wyregulowano krawężniki i obrzeża. Prace, współfinansowane ze środków Rządowego Funduszu Inwestycji Lokalnych, kosztowały około 1 mln złotych. W tym samym okresie, w dniach od 3 do 16 sierpnia 2021 roku Tramwaje Śląskie przeprowadziły prace modernizacyjne torowiska tramwajowego związane z przebudową przejazdów drogowo-tramwajowych.

## Gospodarka i instytucje
W 2014 roku przy ulicy Katowickiej było zarejestrowanych 5 średnich i dużych przedsiębiorstw. W systemie REGON w październiku 2021 roku przy ulicy Katowickiej zarejestrowanych były łącznie 34 podmioty gospodarcze różnego typu. Wśród nich są to następujące placówki: Zespół Szkół Technicznych i Ogólnokształcących „Meritum” im. Piotra Kołodzieja w Siemianowicach Śląskich oraz Stowarzyszenie Społeczno-Edukacyjne „Pro Meritum” (ul. Katowicka 1), rodzinne ogródki działkowe: „Laura” i „Nadzieja-Jaśmin”, skład materiałów budowlanych (nr 8a), firmy remontowo-budowlane, kwiaciarnia, gabinet lekarski, wspólnota mieszkaniowa i inne.